# Frącki (Pogórze)
Frącki (dodatkowa nazwa w j. niem. Fronzke) – przysiółek wsi Pogórze w Polsce, położony w województwie opolskim, w powiecie prudnickim, w gminie Biała. Historycznie leży na Górnym Śląsku, na ziemi prudnickiej.
W latach 1975–1998 przysiółek administracyjnie należał do ówczesnego województwa opolskiego.

## Geografia
Frącki położone są na południe od Pogórza, przy drodze do Brzeźnicy i Górki Prudnickiej. Przysiółek stanowi sołectwo.

## Nazwa
Wieś wzmiankowana w 1679 pod nazwą Frontzky. Następnie zapisywana jako Frontzke (1743) i Fronzke (1784). Według jednej teorii, nazwa ma wywodzić się od łacińskiego imienia Franciscus – Franciszek, Frącek. Natomiast według Heinricha Adamy’ego nazwa wywodzi się od polskiej nazwy ptaka – wrony. W swoim dziele o nazwach miejscowych na Śląsku wydanym w 1888 roku we Wrocławiu jako nazwę starszą od niemieckiej Fronzke wymienił Fronka (Wronza) podając jej znaczenie Krahenplatz, czyli w języku polskim Miejsce wron.
Ze względu na swoje polskie pochodzenie w 1936 nazwa Fronzke została zmieniona przez nazistowską administrację III Rzeszy na nową, całkowicie niemiecką nazwę Frankhäuser. 1 czerwca 1948 nadano miejscowości, wówczas administracyjnie związanej z Pogórzem, polską nazwę Frącki. 24 listopada 2008 wprowadzono dodatkową nazwę wsi w języku niemieckim – Fronzke.
W gwarach prudnickich nazwa miejscowości występuje jako Fryłncki (odmiana: dzie miyszkył? na Fryłnckach, we Fryłnckach; jadã na Fryłncki, do Fryłncek; miyndzy Prudnikã, a Fryłnckōma).

## Historia
Na terenie Frącek znajdują się pozostałości po grodzisku. Miejscowość powstała pod koniec XVII wieku jako kolonia. Po raz pierwszy wzmiankowana w dokumencie z 1679 jako Ex villa Frontzky.

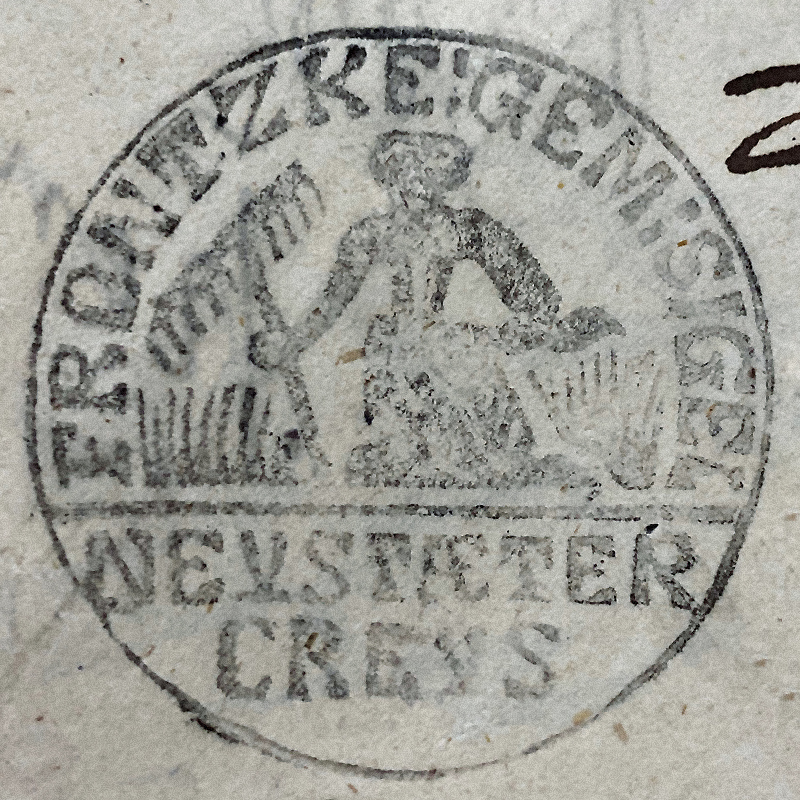
Pieczęć Frącek (1851)

W połowie XVIII wieku Frącki zamieszkiwało ośmiu zagrodników i sześciu gospodarzy. Do 1742 wieś należała do powiatu sądowego głogóweckiego w Monarchii Habsburgów. Po I wojnie śląskiej znalazła się w granicach Królestwa Prus i weszła w skład powiatu prudnickiego w prowincji Śląsk.

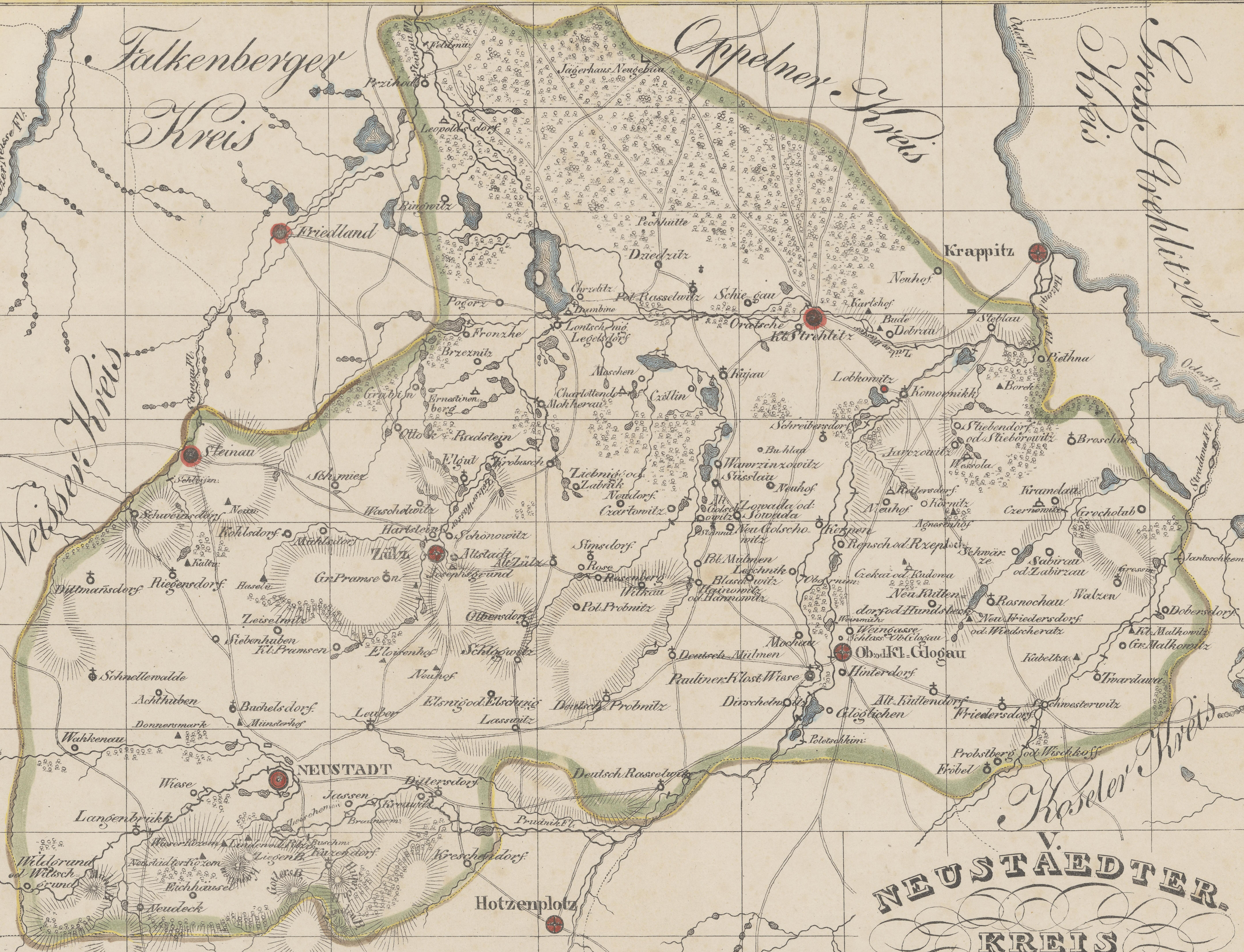
Frącki (Fronzke) wśród miejscowości ziemi prudnickiej na mapie z XIX wieku

Wieś posiadała swoją własną pieczęć, która przedstawiała w polu chłopa trzymającego w prawej ręce grabie, po obu stronach wysokie trawy, a w otoku napis: FRONTZKE: GEM: SIGEL / NEYSTAETER CREYS (pol. Gmina Frącki / Powiat Prudnicki). W 1921 w zasięgu plebiscytu na Górnym Śląsku znalazła się tylko część powiatu prudnickiego. Frącki znalazły się po stronie wschodniej, w obszarze objętym plebiscytem.
Po II wojnie światowej, od marca do maja 1945 powiat prudnicki znajdował się pod kontrolą radzieckiej komendantury wojskowej. 11 maja 1945 polska administracja przejęła władzę cywilną w powiecie prudnickim. Mieszkańcom Żabnika, posługującym się dialektem śląskim bądź znającym język polski, pozwolono pozostać we wsi po otrzymaniu polskiego obywatelstwa.
W spisie gromad i miejscowości w powiecie prudnickim na dzień 1 stycznia 1953 wymieniono Frącki jako przysiółek Pogórza pod nazwą Kolonia Frącki. Według podziału administracyjnego województwa opolskiego na dzień 31 sierpnia 1964, Frącki (Frączki), jako przysiółek Pogórza, należały do gromady Łącznik. W 1966 w przysiółku mieszkało 189 osób.
Podczas powodzi we wrześniu 2024 zalana została droga między Frąckami i Pogórzem.

## Mieszkańcy
Miejscowość zamieszkiwana jest przez mniejszość niemiecką oraz Ślązaków. Mieszkańcy wsi posługują się gwarą prudnicką, będącą odmianą dialektu śląskiego.

### Liczba mieszkańców wsi
- 1871 – 181[23]
- 1885 – 179[24]
- 1966 – 189[20]

## Transport
W zarządzie Wydziału Drogownictwa Starostwa Powiatowego w Prudniku znajduje się droga powiatowa nr 1206O relacji Biała – Ligota Bialska – Górka Prudnicka – Frącki – Pogórze – Sowin.
Frącki posiadają połączenia autobusowe z Białą, Głuchołazami, Korfantowem, Opolem, Prudnikiem, Rzymkowicami. W miejscowości znajduje się jeden przystanek autobusowy.

## Religia

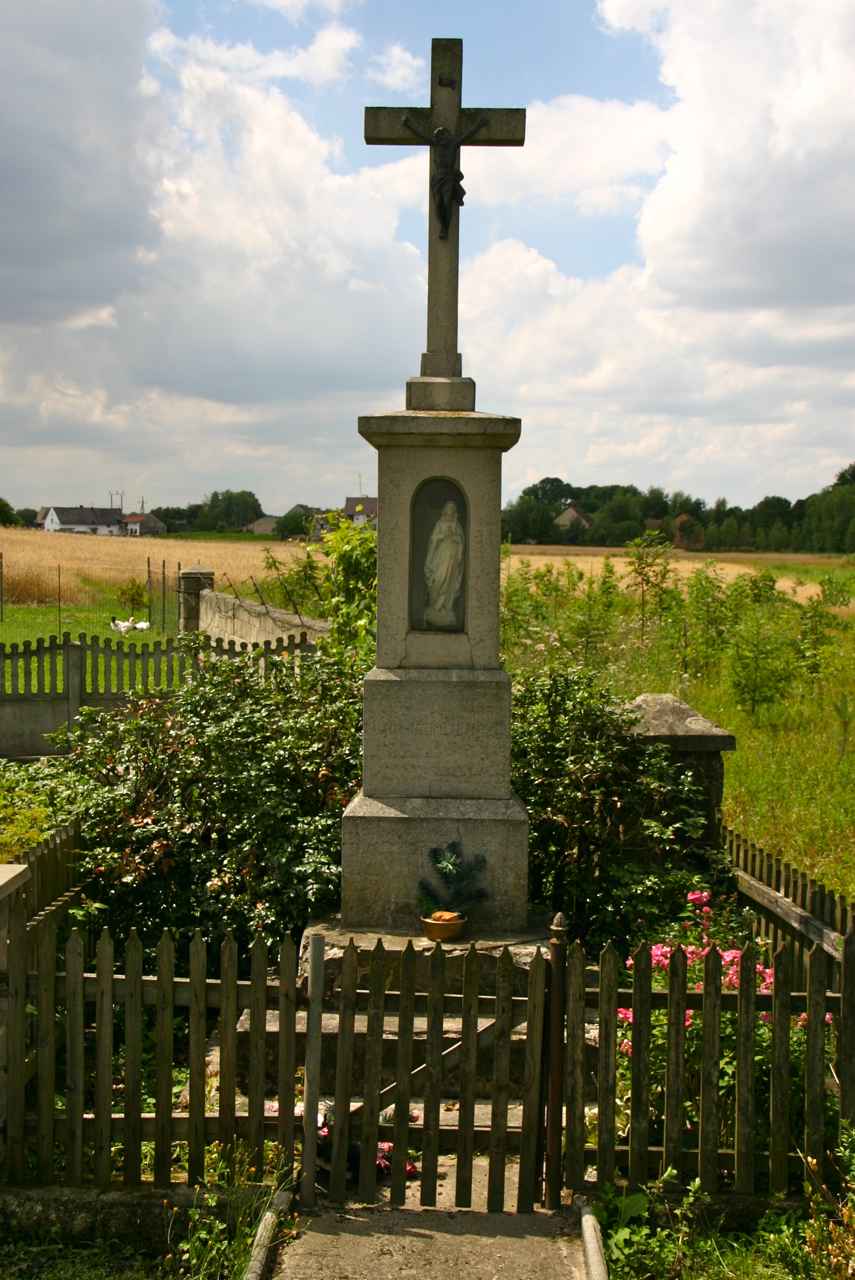
Krzyż przydrożny

Katolicy z Frącek należą do parafii Nawiedzenia Najświętszej Maryi Panny w Łączniku (dekanat Biała). W miejscowości znajduje się kaplica św. Walentego.

## Turystyka
Przez Frącki prowadzi szlak rowerowy:
- Trasa rowerowa PTTK nr 262-z: Biała – Stare Miasto – Solec – Rostkowice – Gostomia – Nowa Wieś Prudnicka – Urszulanowice – Moszna – Ogiernicze – Łącznik – Chrzelice – Rzymkowice – Pogórze – Frącki – Brzeźnica – Górka Prudnicka – Ligota Bialska – Biała

## Bezpieczeństwo
Miejscowość jest pod opieką dzielnicowego rejonu służbowego nr 16 Komendy Powiatowej Policji w Prudniku (Posterunek Policji w Białej).
Teren miejscowości, jak i całej gminy Biała, położony jest w strefie nadgranicznej w związku z czym Straż Graniczna dysponuje, na tym obszarze, specjalnymi kompetencjami w zakresie bezpieczeństwa. Gminę Biała obejmuje zasięgiem służbowym placówka Straży Granicznej w Opolu ze Śląskiego Oddziału SG.